# عدنان فنجري
عدنان فنجري أبو جبل حسين (1953 -) هو وزير العدل المصري الحالي.

## حياته ونشأته
ولد عدنان فنجري أبو جبل حسين سنة 1953 في قرية حجازة قبلي مركز قوص محافظة قنا، حصل على ليسانس الحقوق من كلية الحقوق جامعة القاهرة في مايو 1974.

## مناصب
- رئيس محكمه إستئناف الإسكندرية
- رئيس محكمة إستئناف القاهرة.[3]
- عضو مجلس القضاء الأعلى.[4]
- رئيس محكمة استئناف بني سويف.
- رئيس محكمة استئناف أسيوط.[5]
- مدير التفتيش القضائي للنيابة العامة.[6]
- عين نائبا عاما مساعدا بصدور القرار الجمهوري رقم 271 لعام 2006.[4]
- ندب مديرا للتفتيش القضائي للنيابة العامة في سنة 2006.[7]

## مؤتمرات ومساهمات
- شارك في العديد من المؤتمرات والندوات الدولية التي عقدت في مصر وخارجها في إطار مكافحة جرائم الإرهاب والفساد والمخدرات وغسل الأموال والاتجار بالبشر والهجرة غير الشرعية والعنف ضد المرأة.[8]
- ساهم لعدة أعوام بالتدريس في الدورات التدريبية التي عقدت لتأهيل وصقل خبرات اعضاء النيابة العامة والقضاة والمشتغلين بالقانون في كل من المركز القومي للدراسات القضائية والمركز القومي للدراسات الاجتماعية والجنائية وبعض المعاهد القضائية في البلاد العربية.[9]

كما  شارك  وعلى مدى عشر أعوام محاضرًا في الدورات التدريبية التي نظمها برنامج الأمم المتحدة الإنمائي لأعضاء النيابة العامة  وضباط الشرطة  في مجال حقوق الإنسان ، وتعزيز حكم القانون في مصر وبعض البلاد العربية.